# Cohors II Ulpia Petraeorum
Die Cohors II Ulpia Petraeorum milliaria equitata (deutsch 2. Kohorte die Ulpische aus Petra 1000 Mann teilberitten) war eine römische Auxiliareinheit. Sie ist durch eine Inschrift belegt.

## Namensbestandteile
- Cohors: Die Kohorte war eine Infanterieeinheit der Auxiliartruppen in der römischen Armee.

- II: Die römische Zahl steht für die Ordnungszahl die zweite (lateinisch secunda). Daher wird der Name dieser Militäreinheit als Cohors secunda .. ausgesprochen.

- Ulpia: die Ulpische. Die Ehrenbezeichnung bezieht sich auf Kaiser Trajan, dessen vollständiger Name Marcus Ulpius Traianus lautet.

- Petraeorum: aus Petra. Die Soldaten der Kohorte wurden bei Aufstellung der Einheit aus der Stadt Petra und ihrer Umgebung rekrutiert.  Nach der Annexion des Königreichs der Nabatäer (mit der Hauptstadt Petra) durch Trajan 106 wurden die Soldaten der königlichen Armee in die römischen Streitkräfte übernommen, wobei 6 Cohortes Petraeorum neu aufgestellt wurden.[1]

- milliaria: 1000 Mann. Je nachdem, ob es sich um eine Infanterie-Kohorte (Cohors milliaria peditata) oder um einen gemischten Verband aus Infanterie und Kavallerie (Cohors milliaria equitata) handelte, lag die Sollstärke der Einheit entweder bei 800 oder 1040 Mann.

- equitata: teilberitten. Die Einheit war ein gemischter Verband aus Infanterie und Kavallerie.

Die Einheit war eine Cohors milliaria equitata. Die Sollstärke der Einheit lag bei 1040 Mann, bestehend aus 10 Centurien Infanterie mit jeweils 80 Mann sowie 8 Turmae Kavallerie mit jeweils 30 Reitern.

## Geschichte
Die Einheit ist nur durch eine Inschrift belegt. Vermutlich war sie wie die anderen Cohortes Petraeorum in den Provinzen Syria und Syria Palaestina stationiert.

## Standorte
Standorte der Kohorte sind nicht bekannt.

## Angehörige der Kohorte
Ein Angehöriger der Ala ist bekannt: Gaius Camurius Clemens, ein Präfekt.